# Clarksburg (Massachusetts)
Clarksburg és una població dels Estats Units a l'estat de Massachusetts. Segons el cens del 2000 tenia 1.686 habitants.

## Demografia
Segons el cens del 2000, Clarksburg tenia 1.686 habitants, 659 habitatges, i 512 famílies. La densitat de població era de 51 habitants per km².
Dels 659 habitatges en un 31,1% hi vivien nens de menys de 18 anys, en un 64% hi vivien parelles casades, en un 9,6% dones solteres, i en un 22,3% no eren unitats familiars. En el 18,2% dels habitatges hi vivien persones soles el 9% de les quals corresponia a persones de 65 anys o més que vivien soles. El nombre mitjà de persones vivint en cada habitatge era de 2,55 i el nombre mitjà de persones que vivien en cada família era de 2,89.
Per edats la població es repartia de la següent manera: un 22,8% tenia menys de 18 anys, un 6,3% entre 18 i 24, un 27,3% entre 25 i 44, un 27,1% de 45 a 60 i un 16,5% 65 anys o més.
L'edat mediana era de 41 anys. Per cada 100 dones de 18 o més anys hi havia 92,6 homes.
La renda mediana per habitatge era de 43.362 $ i la renda mediana per família de 47.411$. Els homes tenien una renda mediana de 33.750 $ mentre que les dones 25.679$. La renda per capita de la població era de 19.389$. Entorn del 5,1% de les famílies i el 6,6% de la població estaven per davall del llindar de pobresa.